# Risto
Risto ist ein männlicher Vorname. Er ist eine Kurzform des Namens Christopher und kommt im finnischen, estnischen, mazedonischen und serbischen vor.

## Bekannte Namensträger
- Risto Alapuro (1944–2022), finnischer Soziologe
- Risto Arnaudovski (* 1981), kroatischer und mazedonischer Handballspieler
- Risto Björlin (* 1944), finnischer Ringer
- Risto Božinov (* 1969), mazedonischer Fußballspieler
- Risto Hurme (* 1950), finnischer Pentathlet und Fechter
- Risto Isomäki (* 1961), finnischer Schriftsteller, Wissenschaftsredakteur und Umweltaktivist
- Risto Jalo (* 1962), finnischer Eishockeyspieler und -funktionär
- Risto Jankov (* 1998), nordmazedonischer Fußballtorwart
- Risto Jarva (1934–1977), finnischer Filmregisseur
- Risto Joost (* 1980), estnischer Dirigent und Sänger (Countertenor)
- Risto Jussilainen (* 1975), finnischer Skispringer
- Risto Kala (1941–2021), finnischer Basketballspieler und Mediziner
- Risto Kallaste (* 1971), estnischer Fußballnationalspieler
- Risto Kiiskilä (* 1947), deutscher Betriebswirt und Karateka finnischer Herkunft
- Risto Kiiskinen (* 1956), finnischer Skilangläufer
- Risto Kuntsi (1912–1964), finnischer Kugelstoßer
- Risto Kurkinen (* 1963), finnischer Eishockeyspieler
- Risto Laakkonen (* 1967), finnischer Skispringer
- Risto Lillemets (* 1997), estnischer Leichtathlet
- Risto Luukkonen (1931–1967), finnischer Boxer
- Risto Mannisenmäki (* 1959), finnischer Rallye-Copilot
- Risto Mattila (* 1981), finnischer Snowboarder
- Risto Nuuros (* 1950), finnischer Orientierungsläufer
- Risto Orko (1899–2001), finnischer Filmproduzent und Regisseur
- Risto Punkka  (1957–2014), finnischer Biathlet
- Risto Rosendahl (* 1979), finnischer Eisschnellläufer
- Risto Ryti (1889–1956), finnischer Politiker
- Risto Saarinen (* 1959), finnischer lutherischer Theologe und Hochschullehrer
- Risto Savin (1859–1948), jugoslawischer Komponist
- Risto Siltanen (* 1958), finnischer Eishockeyspieler
- Risto Tarkkila, finnischer Skispringer
- Risto Teofilovski (fl. 1980), Filmproduzent